# مداخله جامعه توسعه جنوب آفریقا در لسوتو
مداخله جامعه توسعه جنوب آفریقا در لسوتو، با نام رمز عملیات بولئاس (Operation Boleas)، مداخله‌ای نظامی بود که در ۲۲ سپتامبر ۱۹۹۸ توسط جامعه توسعه جنوب آفریقا (SADC) و به رهبری آفریقای جنوبی در کشور لسوتو صورت گرفت. هدف از این عملیات، سرکوب ناآرامی‌های سیاسی و نظامی بود که پس از انتخابات بحث‌برانگیز همان سال در لسوتو به وقوع پیوسته بود.

## پیش‌زمینه
در ماه مه ۱۹۹۸، انتخابات پارلمانی در لسوتو برگزار شد که در آن حزب حاکم کنگره دموکراسی لسوتو (LCD) موفق شد ۷۹ کرسی از مجموع ۸۰ کرسی مجلس را به‌دست آورد. حزب ملی باسوتو، که مهم‌ترین حزب مخالف بود، تنها موفق به کسب یک کرسی شد، در حالی‌که حدود ۲۴٪ از آراء را به خود اختصاص داده بود.
به‌دنبال اعلام نتایج، احزاب مخالف مدعی تقلب در انتخابات شدند. پس از رد شدن شکایت آن‌ها از سوی دادگاه، شورش‌های گسترده‌ای در کشور آغاز شد. در همین حال، دولت تازه‌روی‌کارآمده حمایت برخی نهادهای کلیدی مانند ارتش، پلیس و دستگاه اداری را نداشت و با نافرمانی‌هایی در ارتش مواجه شد.
دولت آفریقای جنوبی به رهبری نلسون ماندلا و حزب کنگره ملی آفریقا (ANC) که لسوتو را از هر سو احاطه کرده است، اعلام کرد که جامعه توسعه جنوب آفریقا (SADC) یک کمیسیون تحقیق برای بررسی ادعاهای مربوط به فساد انتخاباتی تشکیل خواهد داد. این کمیسیون به ریاست قاضی پیوس لانگا از آفریقای جنوبی تشکیل شد و گزارش آن حاکی از آن بود که هیچ‌گونه شواهدی مبنی بر تخلف یا تقلب انتخاباتی وجود ندارد.

## مداخله
در پی شدت‌ گرفتن بحران سیاسی و کاهش حمایت نهادهای دولتی از حکومت، حزب حاکم کنگره دموکراسی لسوتو (LCD) رسماً از کشورهای آفریقای جنوبی و بوتسوانا درخواست کمک نظامی کرد.
در زمان آغاز مداخله، هم رئیس‌جمهور نلسون ماندلا و هم معاونش تابو امبکی در کشور حضور نداشتند و مانگوسوتو بوتلزی، وزیر کشور، به عنوان رئیس‌جمهور موقت مشغول به کار بود. با این‌حال، ماندلا اجازه اعزام نیروهای نیروی دفاع ملی آفریقای جنوبی (SANDF) را در ۲۲ سپتامبر ۱۹۹۸ صادر کرد تا آشوب‌ها را مهار کرده و نظم را بازگردانند.
نیروهایی از ارتش بوتسوانا نیز در این عملیات شرکت داشتند. این عملیات با عنوان «مداخله برای بازگرداندن دموکراسی و حاکمیت قانون» توصیف شد. یگان اعزامی SANDF شامل خودروهای زرهی رتل-۹۰ و رویکات از گردان خدمات ویژه یکم بود.
با وجود حضور نیروهای جامعه توسعه جنوب آفریقا (SADC)، آتش‌سوزی گسترده، خشونت و غارت در سطح کشور ادامه یافت. مرکز تجاری شهر پایتخت، ماسرو، توسط حامیان مخالفان به آتش کشیده شد و به شدت آسیب دید. بازسازی این منطقه چندین سال به طول انجامید.

## واکنش‌های بین‌المللی
برخی ناظران، اقدام آفریقای جنوبی در اعزام نیرو به لسوتو را به عنوان استفاده از برتری نظامی و دیپلماتیک خود در مقام یک قدرت منطقه‌ای برای سلطه و دخالت در امور داخلی این کشور کوچک و محصور در خاکش تفسیر کردند. آن‌ها معتقد بودند که این مداخله در راستای منافع راهبردی آفریقای جنوبی، به‌ویژه در پروژه تأمین آب استان اقتصادی گائوتنگ از طریق طرح انتقال آب ارتفاعات لسوتو صورت گرفت.
آفریقای جنوبی بزرگ‌ترین قدرت اقتصادی و نظامی در جامعه توسعه جنوب آفریقا (SADC) محسوب می‌شود. با این حال، بسیاری از قدرت‌های بین‌المللی تأثیرگذار نظیر بریتانیا، ایالات متحده آمریکا و اتحادیه اروپا از مداخله SADC در لسوتو حمایت کرده و آن را «برداشتی مناسب از مسئولیت منطقه‌ای» توصیف کردند.

## پیامدها
در نوامبر ۱۹۹۸، احزاب مخالف توافقی را پذیرفتند که بر اساس آن، دولت کنگره دموکراسی لسوتو به قدرت بازگردانده شد، مشروط بر آن‌که نهادی به نام «مرجع سیاسی مستقل»تشکیل شود. این نهاد از دو نماینده از هر یک از ۱۲ حزبی که در انتخابات ۱۹۹۸ شرکت کرده بودند، تشکیل شد و وظیفه اصلاح نظام انتخاباتی کشور را بر عهده گرفت. انتخابات جدید در سال ۱۹۹۹ برنامه‌ریزی شد.
در همین دوران توافق شد که نیروهای جامعه توسعه جنوب آفریقا (SADC) در لسوتو باقی بمانند تا زمانی که نیروهای دفاعی لسوتو بتوانند وظایف قانون اساسی خود را به‌طور مستقل انجام دهند. آخرین نیروهای آفریقای جنوبی در ماه مه ۱۹۹۹، پس از هفت ماه اشغال، از کشور خارج شدند.
پس از مذاکرات طولانی بین کنگره دموکراسی لسوتو و مرجع سیاسی مستقل، دو طرف در دسامبر ۱۹۹۹ بر سر اصلاحات انتخاباتی به توافق رسیدند؛ بنابراین انتخابات باید به تعویق می‌افتاد. نهایتاً نظام «نمایندگی تناسبی مختلط»  در لسوتو معرفی شد تا ناکارآمدی‌های نظام پیشین مبتنی بر اکثریت نسبی را اصلاح کند، و مقرر شد که انتخابات حداکثر تا مه ۲۰۰۱ برگزار شود. با این حال، اختلافات بیشتر میان دولت و مرجع سیاسی مستقل و مسائل اجرایی باعث شد که انتخابات مجدداً به تعویق افتد و نهایتاً در سال ۲۰۰۲ برگزار شود.
این نظام نمایندگی تناسبی مختلط در انتخابات ۲۰۰۲ موفقیت‌آمیز بود؛ حزب کنگره دموکراسی لسوتو توانست ۷۷ کرسی از مجموع ۱۲۰ کرسی را به‌دست آورد و احزاب مخالف نیز نتایج را پذیرفتند.